# Ncue
Ncue är en ort i Ekvatorialguinea. Den ligger i den centrala delen av landet, 270 km sydost om huvudstaden Malabo. Ncue ligger 399 meter över havet och antalet invånare är 1 683.
Terrängen runt Ncue är platt norrut, men söderut är den kuperad. Runt Ncue är det glesbefolkat, med 14 invånare per kvadratkilometer. Närmaste större samhälle är Nkimi, 17,0 km sydväst om Ncue. I omgivningarna runt Ncue växer i huvudsak städsegrön lövskog.